# Clannad (группа)
Clannad (Кла́ннад) — ирландская музыкальная группа. Музыку Clannad можно охарактеризовать как синтез кельтского фолка, рока, нью-эйдж и джаза. Поют на гэльском (ирландском) и английском языках.
В состав группы входят Мойя Бреннан (Máire Brennan), её родные братья Кирон Бреннан (Ciarán Brennan) и Пол Бреннан (Pól Brennan), и двоюродные дяди Ноэль Дугган (Noel Duggan) и Патрик Дугган (Padraig Duggan). Все они родом из городка Гвидор, округ Донегол, Ирландия. Название группы происходит от ирл. an Clann as Dobhair — семья из Dobhair (ирландское название Донегола). В таком составе они выступали в таверне своего отца Лео Бреннана. Первый большой успех к музыкантам пришёл в 1970 году, когда группа победила на престижном фолк-фестивале «Лэттэркенни», результатом чего стала официальная запись первого диска. С 1980 по 1982 в группе играла сестра Мойи Эния (Enya), которая позже начала успешную сольную карьеру. Группе принадлежит авторство саундтрека к сериалу «Робин из Шервуда» (Robin of Sherwood).
Альбом 1997 года «Landmarks» получил премию Грэмми за 1999 год как лучший альбом в стиле нью-эйдж.

## Состав
- Мойя Бреннан: вокал, арфа, клавишные
- Киаран Бреннан: вокал, бас, гитара, клавишные
- Ноэл Дугган: гитара
- Патрик Дугган: гитара, мандолина, гармоника
- Пол Бреннан: вокал, флейты, клавишные, гитара (с 1970 по 1990)
- Эния Бреннан (Эния): вокал, клавишные (с 1980 по 1982)

## Дискография
- 1973 — The Pretty Maid (Clannad)
- 1975 — Clannad 2
- 1976 — Dúlamán
- 1978 — Clannad in Concert [live]
- 1979 — Ring Of Gold [live, unofficial bootleg]
- 1980 — Crann Úll
- 1982 — Fuaim
- 1983 — Magical Ring
- 1984 — Legend [soundtrack]
- 1985 — Macalla
- 1987 — Sirius
- 1988 — Atlantic Realm [soundtrack]
- 1989 — Pastpresent [collection]
- 1989 — The Angel and the Soldier Boy [soundtrack]
- 1990 — Anam
- 1992 — Themes [collection]
- 1993 — Banba
- 1996 — Lore
- 1997 — Landmarks
- 1997 — Rogha: The Best of Clannad [collection]
- 1998 — An Diolaim [collection]
- 2003 — The Best of Clannad: In A Lifetime [collection]
- 2005 — Clannad (Live In Concert, 1996) [live]
- 2013 — Nádúr
- 2018 — Turas (Live, 1980 Bremen)